# Mount Malone
Mount Malone är ett berg i Antarktis. Det ligger i Västantarktis. Chile gör anspråk på området. Toppen på Mount Malone är 2 460 meter över havet, eller 726 meter över den omgivande terrängen. Bredden vid basen är 1,5 km.
Terrängen runt Mount Malone är huvudsakligen kuperad, men åt sydost är den bergig. Trakten är obefolkad. Det finns inga samhällen i närheten. 